# Одного разу в Одесі
«Одного разу в Одесі» — комедійний серіал. Один зі скечів «Країни У», що переріс у повноцінний ситком на телеканалі ТЕТ. Історія про чотирьох одеських друзів — Гришу, Костю, Льову та Шуру. Вони не дуже багаті, але завжди позитивні. Час від часу їх бентежить тьотя Циля, яка все знає, все бачить, але не показується. Безтурботне життя одеситів порушує поява чарівної дівчини Юлі, яка приїхала вступати до вишу, і стала сусідкою хлопців. Тепер вони не друзі, а конкуренти. Бо кожен хоче завоювати серце юної красуні.
Серіал від студії «Квартал-95» і «Драйв Продакшн» на замовлення українського телеканалу ТЕТ. Вперше вийшов у ефір 18 квітня 2016 року. Серіал є одним із скетчів відомого скетчкому «Країна У», який виявився настільки вдалим, що став основою для окремого серіалу. Головні ролі у серіалі виконують одеські КВНщики Сергій Середа, Олександр Станкевич, Григорій Гущин та Левон Назінян. Актори, як і їх герої, — справжні одесити, тому брали безпосередню участь у написанні сценарію.

## У ролях
- Григорій Гущин — Гриша
- Сергій Середа — Костя
- Левон Назінян — Льова
- Олександр Станкевич — Шура
- Анастасія Кочетова — Юля

## Перелік серій

### Перший сезон
Перша серія — Нова сусідка (Костя заробляє тим, що здає в Одесі кімнату приїжджим. І одного дня на його оголошення відгукується чарівна дівчина Юля з Дніпра, яка приїхала навчатись на філолога. Як тільки молода студентка заходить у двір будинку, четверо друзів перетворюються на чотирьох затятих суперників. Кожен вмикає свій одеський шарм, і в результаті залишається з великим синцем під оком);
Друга серія — Суперечка (Льова укладає парі з Гришою, що він зможе зайти в кімнату Юлі і вийти звідти тільки наступного ранку. Костя укладає таке ж парі з Шурою і планує вразити сусідку романтикою наповал. А Гриша і Шура, у свою чергу, запасаються кофеїном, щоб проконтролювати чесне виконання парі);
Третя серія — Кошеня (Юля знайшла на вулиці кошеня і просить Костю, щоб він дозволив завести у квартирі кота. Але Костя категорично проти, так як у нього жахлива алергія на котячу шерсть. Але кошеня вже в будинку, тому, не зважаючи на заборону, Юля не збирається його викидати на вулицю);
Четверта серія — День Народження (У Юлі день народження, і хлопці вирішили влаштувати їй справжнє свято. Але Шура, Гриша, Льова і Костя не знають, що подарувати іменинниці. У результаті хлопці наймають аніматора у костюмі капітана далекого плавання, а ним виявляється Льова, який перед цим всім розповідав, що працює справжнім моряком. Тепер йому потрібно якось відпрацювати свою зарплатню і одночасно залишитись невпізнаним для друзів);
П'ята серія — Холодильник (Костя забігає у квартиру дуже злий, тому що рахунок за світло сягає неймовірних розмірів. Він намагається знайти винуватця, який використовує найбільше світла. Льова пропонує попрацювати над лічильником, щоб він показував набагато меншу цифру. Після старань Льови у квартирі пропадає світло і навіть перегорає холодильник. Хлопці нажахані, тому що всі продукти можуть зіпсуватись. А тим часом на роботі в Шури теж виникають певні проблеми…);
Шоста серія — Побачення (Льова кличе Юлю на прогулянку по Набережній. Поки дівчина одягається та фарбується, Льова телефонує до свого давнього знайомого і домовляється з ним, щоб той нібито спробував викрасти сумку Юлі під час прогулянки. А Льова, як справжній герой, відбере сумку у злодія. Спершу план ідеально спрацював, але потім Юля пішла на «Привоз» і там декого зустріла…);
Сьома серія — Гроші в борг (У Юлі зламався ноутбук, на ремонт якого потрібна рівно тисяча гривень. У Шури цей день на Привозі теж не виявився рибним, і тепер він винен своєму шефу рівно одну тисячу гривень. Юля принципово не позичає грошей, тому питає у своїх співмешканців, де їх можна заробити. Шура — людина не принципова, але грошей йому ніхто позичати не збирається. Таким чином, красива молода Юля і не зовсім красивий і молодий Шура розпочинають пошуки роботи. І їм двом шалено щастить, Але Юлі значно більше, а Шурі значно менше. Після роботи Шура довірившись хлопцям, що вони шукають нове взуття Гриші, віддав усі зароблені гроші (бо тьотя Циля Гриші не дозволила взяти гроші.) Але виявляється що в Юлі зламався не ноутбук, а розетка і віддала зароблені кошти Шурі, щоб допомогти йому) ;
Восьма серія — Залицяльник (Юлю у дворі чекає нереальний подарунок — шикарний і дуже дорогий автомобіль. Але дівчина не дуже радіє дорогому сюрпризу. Хлопці підозрюють, що це її наполегливий залицяльник, який ніяк не може відчепитись від Юлі. Тому Костя, Шура, Льова і Гриша починають за ним полювання, щоб провчити раз і назавжди. Але залицяльником виявився батько Юлі, який дуже сумував за дочкою.);
Дев'ята серія —  Гуртожиток (Юля хоче переїхати в гуртожиток і розповідає це хлопцям. Хлопці не хотіли, щоб Юля від них поїхала і придумали план. Вони вирішили показати Юлі як це жити в гуртожитку. Але дівчина все одно відмовляється і надвечір покинула хату. Але в останній момент вона передумує і залишається жити з хлопцями);
Десята серія — Рейс (Посварившись з мамою Гриша приймає рішення покинути хату й заночувати у хлопців. На наступний ранок він заявляє всім що їде в рейс, та чи справді це так... Юля, відпочиваючи на пляжі, помічає палатку. Вона заглядає в неї й помічає Гришу. Гриша попросив її принести йому їсти. На наступний день Юля вирішила знову піти до Гриші, але не підозрює, що за нею слідкує Костя. Не дочекавшись дівчини, Гриша не витримує і йде на «Привоз» за м'ясом. Юля з Костею вирішили шукати Гришу, заглянули в палатку, але там сидів Шура. Шура їм розповідає, що випадково опинився у палатці. Друзі сіли придумувати план повернення Гриші додому. І прийняли рішення вдягти Гришу в капітанський костюм. Костя просить Льову піти до шефа за костюмом. Люди урочисто зустріли Гришу); 
Одинадцята серія — Одногрупник (У дворі Гриша запалює, як Юля з якимось хлопцем іде додому і розповідає цю новину хлопцям. Юля розповідає що це її одногрупник Антон і знайомить його з друзями. Пізніше Гриша підслуховує, що Антон закохався в Юлю, ради грошей її батька і хлопці вигадують план провчити його.  Це сталося на пляжі. Поки Антон роздягався Костя забрав його одежу й сказав, що відпустить його тільки тоді, коли розповість правду. Антону ж довелося розповісти все Юлі);
Дванадцята серія — Пиво (Шура мріяв весь рік взяти участь на фестивалі пива. Але тут плани змінились. Шурі дзвонить шеф і каже, щоб через годину був на роботі, бо співпрацівник захворів. Тоді Шура вдався до хитрощів. Він сказав своїм друзям що захворів, Юлю й Гришу він відправив на «Привоз» замість себе, а сам відправився на фестиваль пива. Він виграв, але не підозрював що на фестиваль прийде Костя й запалить його. Костя пропонує за брехню віддати половину свого виграшу. Пізніше, й Льова запалив Шуру в брехні і теж попросив віддати половину пива. Залишився Шура без виграшу. Але тут Юля й Гриша порадували його, подарувавши ящик пива);
Тринадцята серія — Борода (Юля розповідає Гриші оповідання про бороду, але Гриша сприймає цю інформацію всерйоз і сховався в ванній з самого ранку. Костя й Льова намагаються витягти Гришу з ванної, але він не слухає й каже що хоче збрити бороду. Тим часом на «Привозі» Шурина подруга пропонує Шурі випити сік з шиповника, він випив його багато й тепер хоче в туалет. Через деякий час Оксана каже Шурі що туалет зламався надовго, тоді Шура не витримує й біжить додому. Тим часом тьотя Циля довідується про Гришине бажання й каже що його не пропустять за кордон без бороди. Тоді хлопці видумають план: Костя відволікає Гришу, а Льова йде до шефа за бородою від костюма. Тим часом Шура з усіх сил добігає додому, але не підозрює, що в туалеті хтось сидить. Але потім Юля, прийшовши з навчання, розрулює ситуацію);
Чотирнадцята серія — Поїздка на шашлики (Шурі на вихідні дістається автомобіль і хлопці вирішили поїхати на шашлики. Хлопці зібралися швидко. Але коли збирались їхати, Льову викликає шеф, запевняючи що в нього сьогодні не вихідний, а машина ламається. Шура береться її лагодити, але це виявилось не так просто. Поки Шура лагодить машину, Юля пропонує ідею організувати пікнік у дворі. Лагодив Шура машину до вечора, за цей час друзі встигли все приготувати й накрити на стіл);
П'ятнадцята серія — Есе (Юлі потрібно здати есе про Одесу і просить хлопців їй допомогти. І знову хлопці почали суперечку, хто буде розповідати доклад. Юля вибирає Шуру. Але в нього, через роботу не вийшло розповісти доклад. Тоді Юля вирішила піти до Льови, але в нього теж не вийшло. Тож дівчина приймає рішення просити допомоги в Кості й Гриші. Але в розповідь Гриші втрутилась тьотя Циля й завадила Гриші далі розповідати доклад. Остання надія Юлі була на Костю. Але в його розповідь вже втрутився Гриша і хлопці почали суперечку, яка тривала до вечора. Юля не витримує й нагримада на хлопців. Але тьотя Циля допомагає дівчині, настоюючи, що доклад Юлі вже складено);
Шістнадцята серія — Фотоапарат (Серед мотлоху Гриша знаходить фотоапарат і вирішує його протестити, сфотографувавши Юлю. Дівчині сподобалася фотографія, тоді хлопці подумали що за фотографіями бізнес. Льова дізнавшись про це вирішив діяти. Налякавши Шуру й Юлю, які займались обробками фотографій, вони вмикають світло, забувши про вироби. Через такі обставини, друзям прийшлось віддати всі зароблені гроші клієнтам. Льова своїм друзям каже, якщо він не віддасть борг шефу, то його звільнять. Хлопці вибачились перед Льовою і вирішили об'єднати зусилля й взяти Льову на день робити в них капітаном);
Сімнадцята серія — Викладач (Юля скаржиться Кості на викладача, який завалив її вже другий раз. Костя пропонує їй дати викладачеві взятку, але вона відмовляється. В той же час, Гриші з Німеччини дарують відеокамеру і тестить її. Юля сидить у кімнаті й думає що й справді можна просто дати взятку й не паритися, але не знає скільки йому давати. Наступного ранку, після навчання, Юля знову приходить зла і знову скаржиться на викладача Кості. Як виявилось, Юля не вміє давати взятки, Костя вирішив її навчити. Увечері, Юля каже хлопцям, що їде додому. Звичайно, що хлопці не захотіли її відпускати, тоді Костя вирішив діяти. Він вирішив розпитати в Юлі що сталося. Але вона не хоче йому нічого розповідати. Костя вирішив запитати ще раз. Виявилося, що викладач Юлі відмовився брати гроші і хоче щоб вона йому відповіла на його догляд. А ще виявилось, що Юля не перша, кому він таке пропонує. Костя пропонує дівчині дочекатися до ранку, щоб він з хлопцями щось придумав. Костя розповідає все що сталося друзям, і сів з ними роздумувати план, як провчити викладача. Наступного ранку, Гриша дає Юлі свою відеокамеру, щоб все засняти на відео. Після цього Гриша, Костя й Шура зустрічаються з нею на набережній. В цей час, викладач з жінкою йшов по набережній, Юля сховалась від нього, а Льова, заманивши їх сфотографуватися, показав їм відео, яке Юля засняла. План спрацював);
Вісімнадцята серія — Велосипед (Юля розказує Кості, що мріє мати велосипед. Він вирішив здійсните Юлине бажання, але не знав де його взяти. У Шури є знайомий, який продає велосипеди, прикраси й багато іншого. Костя попросив його подзвонити йому, щоб замовити велосипед. Узявши велосипед, Костя йде додому з ним. На набережній дівчина підходить до Льови, який перевдягнувся у костюм поліцейського, й каже, що в неї вкрали велосипед. Він взявся його шукати і знайшов у їхньому дворі. Він віддав дівчині велосипед. Тим часом Костя вирішив зробити Юлі сюрприз в виді велосипеду, та не встиг, тому що Льова взяв "його" річ. Костя вирішив вдруге взяти велосипед, взяв той же самий, поставив біля двору, але знову його взяв Льова. Костя розлютився і спробував втретє його взяти. Поставив біля двору, але вже Юля з дівчиною, в якої вкрали велосипед, зійшлись один на один і почали сперечатися. Льова втручає в суперечку й намагається її вирішити. Але й Костя сюди втрутився. Поліцейські його затримали, а Костя самостверджується, що Льова аніматор. Поліцейські його відпустили. Велосипед виявився краденим і його віддали дівчині);